# Ljunga IF
Ljunga IF är en svensk fotbollsklubb från Ljungaverk. Herrlaget har spelat 1 säsong i näst högsta serien och damlaget har spelat 2 säsonger i Sveriges högsta division, vilket skedde 1978 och 1979. Mellan 1986 och 1992 spelade laget i Division 3 mellersta Norrland. 
 1991 mötte man allsvenska Halmstads BK i svenska cupen hemma på Ljungalid. Inför storpublik och trots bra spel blev det förlust mot Stuart Baxters mannar med 0-3, efter mål av Anders Johansson och två självmål av Urban Hagblom.
 Tränare var Lars Sundström under denna historiska förlust.
1992 åkte laget ner i division 4 efter förlust i den sista direkt avgörande matchen mot Örnsköldsvik-laget Arnäs IF. 2015 fyllde klubben 100 år.

## Spelare som representerat Ljunga IF
- Benny Mattsson
- Rune Andersson
- Hans Eriksson
- Hans-Gunnar Eriksson
- Magnus Eriksson
- Örjan Nordlund
- Magnus Henrysson
- Urban Hagblom (Numera är han sportchef i GIF Sundsvall)
- Roy B Olsson (Numera är han ordförande i föreningen)
- Eva Joosten Söderberg
- Oskar Nordlund
- Noah Masri
- Sigge Pettersson

### Fotnoter
1. ↑  Jimmy Lindahl (28 februari 2004). ”Maratontabell för högsta damserien 1978-2003”. Bolletinen. http://www.bolletinen.se/sfs/pdf/stat_d_maraton_1978_2003_maratontab_f_hogsta_damserien.pdf. Läst 14 oktober 2013.